# Штейн, Борис Ефимович
Бори́с Ефи́мович Штейн (1892, Александровск, Екатеринославская губерния — 14 марта, 1961, Москва) — советский дипломат, историк-международник. Доктор исторических наук, профессор. Чрезвычайный и полномочный посол.

## Биография
Окончил Петроградский политехнический институт (экономическое отделение).
Член ВКП(б) с 1926 года (кандидат — с октября 1920). На дипломатической службе с августа 1920 года. Возглавлял различные отделы в Народном комиссариате по иностранным делам. В 1922 году принимал участие в Генуэзской и Гаагской конференциях.
Генеральный секретарь делегаций СССР: на Международной экономической конференции в Женеве (1927), в подготовительной комиссии на Всеобщей конференции по разоружению (1927—1932 гг.) В 1929 году как руководитель Второго Западного отдела Наркомата участвовал в переговорах с германским правительством о судьбе немцев массово желавших покинуть СССР. Полномочный представитель Советского Союза: в Финляндии (6 января 1933 — 25 ноября 1934) и в Италии (25 ноября 1934 — 7 октября 1939). Одновременно в 1934—1938 годах член делегации Советского Союза в Лиге Наций.
В 1939—1945 годах на научно-педагогической работе: в Высшей дипломатической школе при НКИД СССР (1939—1941) и в Ташкентском университете (1941—1945). В 1945—1952 годах на ответственной работе в центральном аппарате НКИД СССР. С 1945 года — советник НКИД (с 1946 года — МИД) в ранге посла.
В 1952 году был арестован в связи с развернувшейся антисемитской кампанией. В 1953 году освобождён. После освобождения вернулся к преподавательской деятельности в Высшей дипломатической школе.
Бывший посол СССР в США Н. В. Новиков и А. И. Солженицын отмечали профессионализм Б. Е. Штейна и высокую значимость его как дипломата.

## Награды
- Орден Трудового Красного Знамени (5 ноября 1945)
- Медаль «За доблестный труд в Великой Отечественной войне 1941—1945 гг.»

## Работы Б. Штейна
- Штейн Б. Е. Генуэзская конференция. — М.: Гос. изд-во, 1922. — 126 с.
- Штейн Б. Е., Раппопорт А. Ю. Советско-германский Торговый договор 12 октября 1925 года. — Экономическая жизнь. — М.: тип. „Коминтерн" Центр. изд-ва народов СССР, 1927. — 278 с.
- Штейн Б. Е. К истории внешней политики СССР // Мировое хозяйство и мировая политика. — 1930. — № 10.
- Трояновский А. А., Штейн Б. Е. История внешней политики СССР. — М.— Л., 1945. — Т. I. — 288 с.
- Штейн Б. Е. Первая сессия Организации Объединенных Наций. — М., 1946.
- Штейн Б. Е. Самоопределение народов и проблема международной опеки: (на 1-й сессии Генеральной ассамблей Объединенных наций) Стенограмма публичной лекции, прочитанной 14 января 1947 года. — М.: Правда, 1947.
- Штейн Б. Е. Из истории Парижской мирной конференции 1919 г. (Вопрос о Восточной Галиции) // Изв. АН СССР. Серия истории и философии. — 1947. — Т. IV, № 2. — С. 123—140.
- Штейн Б. Е. Дипломатия Антанты и проект конференции на Принцевых островах // Вопросы истории. — 1947. — № 3.
- Штейн Б. Е. Итоги второй сессии Генеральной Ассамблеи ООН. — М., 1948.
- Штейн Б. Е. Система международной опеки. (Две тенденции решения колониальной проблемы в Организации Объединенных Наций). — М.: Госполитиздат, 1948.
- Штейн Б. Е. «Русский вопрос» на Парижской мирной конференции (1919-1920 гг.). — Госполитиздат, 1949.
- Штейн Б. Е. Буржуазные фальсификаторы истории (1919—1939). — М., 1951.
- Штейн Б. Е. Новая английская фальсификация истории Мюнхена // Вопросы истории. — 1951. — № 2.
- Штейн Б. Е. Попытки продолжения антисоветской интервенции в Закавказье после разгрома третьего похода Антанты // Вопросы истории. — 1954. — № 6.